# NYC Ghosts and Flowers
Albums de Sonic Youth
SYR4: Goodbye 20th Century
(1999) SYR5
(2000)
NYC Ghosts and Flowers est un album du groupe Sonic Youth sorti en 2000 sur Geffen. Le single de l'album devait être Nevermind (What was it Anyway?), à cette occasion un clip a été créé, mais le single a finalement été remplacé par Lightnin'. Comme pour SYR4: Goodbye 20th Century, l'ordre des morceaux est différent entre les versions CD et vinyle. Jim O'Rourke participe cette fois encore au disque sans faire partie du groupe.
L'album, très expérimental, peut être considéré comme une réaction au vol de leurs instruments en juillet 1999, dans lequel de nombreuses guitares et pédales d'effet irremplaçables avec de nombreuses modifications ont été volées. C'est également le premier album depuis Bad Moon Rising dans lequel les Sonic Youth utilisent de manière importante des guitares préparées. Ils utilisent divers objets sur leurs guitares, comme un klaxon de vélo entre les cordes sur Lightnin', un lime entre les cordes et le premier pickup sur Small Flowers Crack Concrete, une baguette de batterie entre les cordes et la fin du manche sur Free City Rhymes et une trompette utilisée comme un slide sur Lightnin'.

## Liste des titres

### Version CD
1. Free City Rhymes - 7:33
2. Renegade Princess - 5:49
3. Nevermind (What was it Anyway?) - 5:37
4. Small Flowers Crack Concrete - 5:12
5. Side2Side - 3:34
6. StreamXSonik Subway - 2:51
7. NYC Ghosts and Flowers - 7:52
8. Lightnin' - 3:52

### Version vinyle
1. Free City Rhymes - 7:33
2. Nevermind (What was it Anyway?) - 5:37
3. Small Flowers Crack Concrete - 5:12
4. StreamXSonik Subway - 2:51
---
5. Side2Side - 3:34
6. Renegade Princess - 5:49
7. NYC Ghosts and Flowers - 7:52
8. Lightnin' - 3:52

## Composition du groupe
- Kim Gordon - Basse/Chant
- Thurston Moore - Guitare/Chant
- Lee Ranaldo - Guitare/Chant
- Steve Shelley - Batterie

## Non-membres du groupe
- Jim O'Rourke - Basse sur Free City Rhymes et Small Flowers Crack Concrete ; électroniques sur Side2Side
- Rafael Toral - guitare "spacestatic" sur Renegade Princess
- William Winant - percussions sur Side2Side